# Rafael Campanero
Rafael Campanero Guzmán (Almodóvar del Río, 28 de julio de 1926 - Córdoba, 19 de junio de 2022) fue un empresario y dirigente deportivo español. Fue presidente del Córdoba Club de Fútbol en varias ocasiones.

## Biografía
Se quedó huérfano en la Guerra civil. Con trece años dejó la escuela y se ganó la vida vendiendo periódicos, alpargatas o electrodomésticos. Fue agente comercial de Bodegas la Fuensanta y de la Editorial Bruguera. Hacia 1960 se acercó al negocio de la construcción y levantó más de mil viviendas en el nuevo barrio de la Fuensantilla, rebautizado Edisol.

## Trayectoria en el Córdoba C. F.
Estuvo ligado al Córdoba C. F. desde su creación (1954), habiendo sido recogepelotas, delegado, directivo y presidente en diferentes ocasiones. En la primera de las etapas fue presidente entre los años 1969 y 1975. Posteriormente retomó el cargo entre los períodos 1983-1986 y 2006-2009. En su currículum como presidente tiene tres ascensosː a Primera División 1971, a Segunda División 2007 y a Segunda División B 1985. Tras su jubilación y hasta su fallecimiento fue Presidente de Honor del Córdoba Club de Fútbol y socio número 1 de la entidad.

## Ayuntamiento de Córdoba
En el año 1990 y de la mano de Juan Ojeda Sanz, Rafael Campanero entró en política como candidato del Partido Popular a la alcaldía de Córdoba para las elecciones municipales de mayo de 1991, que gana Herminio Trigo, de Izquierda Unida.

## Premios
- Cordobés de los Cordobeses (2007), del Diario Córdoba.